# Wirye
La nouvelle ville de Wire (coréen : 위례신도시) est une communauté planifiée du district de Songpa, à Séoul et dans la province de Gyeonggi. Son nom vient de Wiryeseong.

## Transport
- Gare de Bokjeong de la  ligne Suin–Bundang et  ligne 8 du métro de Séoul
- Gare de Namwirye  ligne 8 du métro de Séoul
- Gare de Geoyeo  ligne 5 du métro de Séoul
- Ligne Wirye–Sinsa (en projet)
- Ligne Wirye (en projet)

## Personnalités liées à la commune
L'acteur O Yeong-su, qui a joué le rôle de Oh Il-nam dans la série télévisée Squid Game, vit ici.